# Johan Koch (Handballspieler)
Johan Koch (* 29. November 1990 in Svendborg) ist ein ehemaliger dänischer Handballspieler.

## Karriere
Johan Koch spielte zunächst beim dänischen Klub GOG Svendborg TGI, u. a. 2009 in der EHF Champions League und 2010 im EHF-Pokal. 2010 ging er zum schwedischen Erstligisten IFK Kristianstad. Zur Saison 2013/14 wechselte der 1,90 Meter große und 110 kg schwere Kreisläufer zum deutschen Bundesligaaufsteiger TV Emsdetten, wo er einen Zweijahresvertrag unterschrieb. Ab dem Sommer 2015 spielte Koch in der Schweiz für die Kadetten Schaffhausen. Mit Schaffhausen gewann er 2016 und 2017 die Meisterschaft sowie 2016 den SHV-Cup. Im Januar 2018 wechselte er zum deutschen Bundesligisten Füchse Berlin. Mit den Füchsen Berlin gewann er 2018 den EHF-Pokal. Im März 2022 zog sich Koch eine Schulterverletzung zu. Zur Saison 2022/23 wechselte er zum Schweizer Verein HC Kriens-Luzern. Da Koch aufgrund der Folgen seiner Schulterverletzung seine Karriere nicht fortsetzen konnte, wurde sein Vertrag im Oktober 2022 aufgelöst.

## Bundesligabilanz
| Saison    | Verein        | Spielklasse | Spiele | Tore | 7-Meter | Feldtore |
| --------- | ------------- | ----------- | ------ | ---- | ------- | -------- |
| 2013/14   | TV Emsdetten  | Bundesliga  | 29     | 55   | 0       | 55       |
| 2017/18   | Füchse Berlin | Bundesliga  | 15     | 27   | 0       | 27       |
| 2018/19   | Füchse Berlin | Bundesliga  | 26     | 42   | 0       | 42       |
| 2019/20   | Füchse Berlin | Bundesliga  | 27     | 52   | 0       | 52       |
| 2020/21   | Füchse Berlin | Bundesliga  | 35     | 42   | 0       | 42       |
| 2021/22   | Füchse Berlin | Bundesliga  | 21     | 22   | 0       | 22       |
| 2013–2022 | gesamt        | Bundesliga  | 153    | 240  | 0       | 240      |